# BE THERE
《BE THERE 》是日本樂團B'z的第四張單曲。

## 簡介
- 第一張單獨發表的單曲
- 2003年3月26日,12cm單曲重新發售
- 因迷你專輯BAD COMMUNICATION長賣影響，此張單曲與前張相比銷量大幅增加約10倍以上
- 1990年間銷量約19.6萬張，最終銷量約34.8萬張

## 收錄曲
| 曲序 | 曲目                    | 时长 |
| ---- | ----------------------- | ---- |
| 1.   | BE THERE                | 4:15 |
| 2.   | 在繁星降落之夜騷動吧 (星降る夜に騒ごう) | 4:42 |

## 製作人員
- 松本孝弘:吉他・全曲作曲・編曲・合聲（#1）
- 稲葉浩志:主唱・全曲作詞
- 明石昌夫:全曲編曲
- B+U+M

## 主題曲
朝日電視台「水曜スーパーキャスト」片尾曲

## 收錄專輯
- B'z The Best "Pleasure"（#1）
- B'z The Best "ULTRA Pleasure"（#1）